# Чавдар Джуров
Чавдар Добрев Джуров е български военновъздушен офицер, военен пилот и парашутист (заслужил майстор на спорта).
Син е на видния български политик, командир на партизанска бригада, член на Политбюро на ЦК на БКП и дългогодишен военен министър (1962 – 1990) армейски генерал Добри Джуров (1916 – 2002) и съпругата му Елена Джурова (1920 – 2018). Има по-голяма сестра Аксиния (р. 1942, историчка и изкуствоведка, професор) и по-малък брат Спартак (р. 1952, военноморски офицер).
Завършва Висшето народно военновъздушно училище „Георги Бенковски“ в Долна Митрополия и Военновъздушната инженерна академия „Н. Е. Жуковски“ в Москва, СССР през 1969 г. Служи като военен летец в Българската народна армия, летец-инструктор във ВНВВУ „Г. Бенковски“, Долна Митрополия. Общият му нальот на самолети съставлява 217 часа (от които 17 часа като първи пилот), изпълнил е 124 скока с парашут.
Поставя световен рекорд, заедно с Георги Филипов и Хинко Илиев, по височинен групов нощен скок с парашут с незабавно отваряне на парашута – от височина 13 198 метра (фактически от стратосферата), на 25 август 1965 г. Подобрява световния рекорд на единичен дневен височинен парашутен скок с незабавно отваряне на парашута на 15 418 м, скачайки от учебен изтребител „МиГ-15“ при температура на въздуха -65°, на 28 август 1966 г. Рекордът е признат от Международната федерация по парашутизъм, но тя решава, че подобни скокове са твърде опасни и ги забранява, поради което рекордът остава ненадминат.
Старши лейтенант Джуров загива при изпълнение на полет с реактивен самолет L-29 (като летец-инструктор) с летеца лейтенант Венцислав Йотов на военно-учебното летище на ВНВВУ в Долна Митрополия на 14 юни 1972 г.
Жена му Елена е работила като стюардеса в БГА Балкан.